# Iwona Śledzińska-Katarasińska

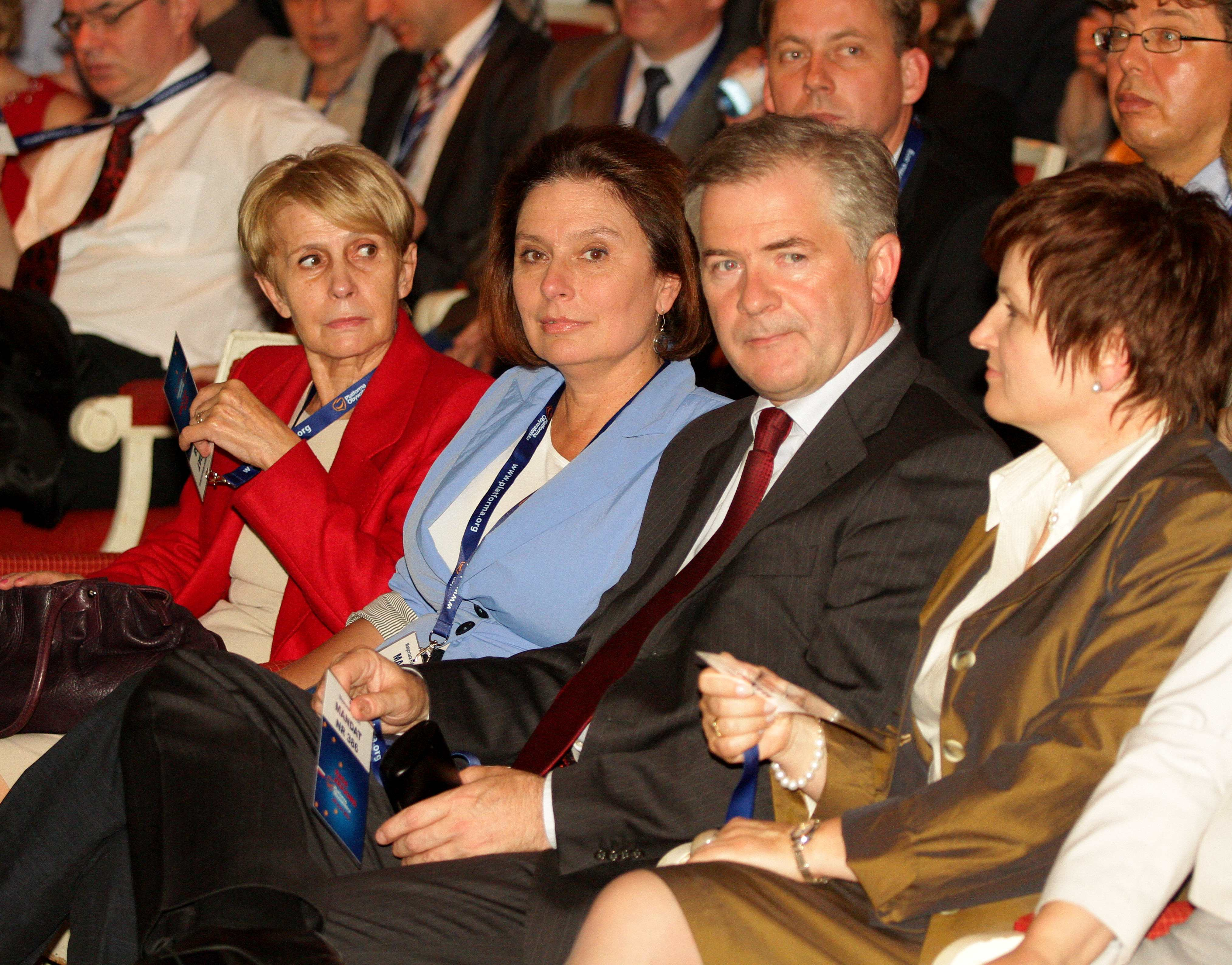
Od lewej: Iwona Śledzińska-Katarasińska, Małgorzata Kidawa-Błońska, Sławomir Rybicki i Urszula Augustyn (2011)

Iwona Elżbieta Śledzińska-Katarasińska (ur. 3 stycznia 1941 w Komornikach, zm. 1 stycznia 2024 w Warszawie) – polska dziennikarka i polityk, posłanka na Sejm I, II, III, IV, V, VI, VII, VIII i IX kadencji. Była jedyną osobą zasiadającą nieprzerwanie w Sejmie III RP przez jego pierwszych dziewięć kadencji (1991–2023).

## Życiorys

### Wykształcenie i działalność w PRL
W 1963 uzyskała magisterium z filologii polskiej na Wydziale Filologicznym Uniwersytetu Łódzkiego. W latach 1963–1964 była zatrudniona jako korektorka w łódzkim oddziale PWN. Od połowy lat 60. pracowała jako dziennikarka. W latach 1972–1981 należała do Polskiej Zjednoczonej Partii Robotniczej. W PRL wraz z mężem Jerzym Katarasińskim pracowała w „Dzienniku Łódzkim” oraz „Głosie Robotniczym”, organie komitetu wojewódzkiego PZPR w Łodzi. W latach 1973–1975 była zatrudniona jako dziennikarka w Łódzkim Ośrodku Telewizyjnym.
W latach 80. działała w opozycji demokratycznej, od 1981 należała do „Solidarności”. 27 stycznia 1981 wraz z Marianem Miszalskim jako jedyni dziennikarze w Łodzi wzięli udział w strajku ostrzegawczym o wolne soboty. W stanie wojennym została na krótki czas internowana (od 13 do 16 grudnia 1981; zwolniono ją z uwagi na ciążę). Objęta zakazem wykonywania zawodu dziennikarza, pracowała następnie m.in. w biurze podróży, redagowała też miesięcznik „Niewidomy Spółdzielca”. Zajmowała się również redakcją wydawnictw podziemnych. Działała w Duszpasterstwie Środowisk Twórczych przy parafii Najświętszego Imienia Jezus w Łodzi, współpracując m.in. ze Stefanem Miecznikowskim. W związku z działalnością opozycyjną do 1985 była rozpracowywana przez funkcjonariuszy Służby Bezpieczeństwa. W 1989 została sekretarzem wojewódzkiego Komitetu Obywatelskiego NSZZ „Solidarność”, w ramach którego brała udział w kampanii wyborczej przed wyborami czerwcowymi.

### Działalność w III RP

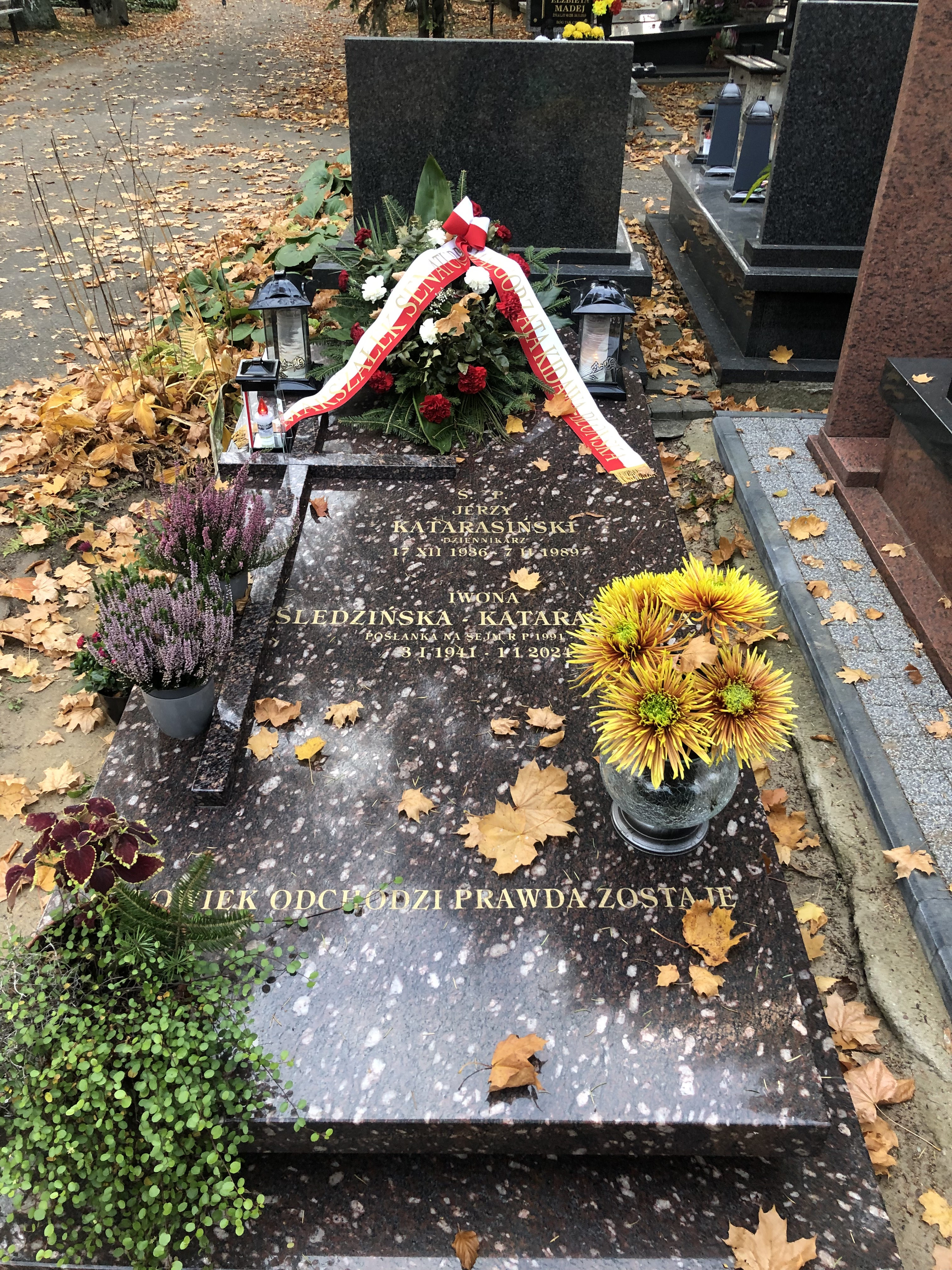
Grób Iwony i Jerzego Katarasińskich w alei zasłużonych na cmentarzu Doły w Łodzi

Współtworzyła łódzki dodatek „Gazety Wyborczej”, kierowała nim jako redaktor naczelna w latach 1990–1991. Od 1990 do 1994 była wiceprzewodniczącą zarządu głównego Stowarzyszenia Dziennikarzy Polskich. W późniejszych latach była też związana z macierzystą uczelnią jako uczestniczka jej programu mentorskiego.
W 1990 wstąpiła do Ruchu Obywatelskiego Akcja Demokratyczna. Później należała do Unii Demokratycznej i Unii Wolności. W 2001 znalazła się w grupie parlamentarzystów, która wraz z Donaldem Tuskiem odeszła z UW i współtworzyła Platformę Obywatelską. W 1997 była kandydatką na stanowisko ministra kultury i sztuki w gabinecie Jerzego Buzka. Wycofała się na skutek protestu AWS po oskarżeniu jej o publikacje artykułów antysemickich oraz krytykujących wystąpienia studenckie podczas wydarzeń marcowych w 1968. Posłanka stwierdziła wówczas: Nie zrezygnowałam dlatego, że czuję się winna. 30 lat temu ukazywały się artykuły, przyznaję podłe i głupie, sygnowane moim nazwiskiem; ministrem została wówczas Joanna Wnuk-Nazarowa.
W 1990 została wybrana do Rady Miejskiej w Łodzi, w której zasiadała do 1994. W 1991 po raz pierwszy uzyskała mandat posłanki na Sejm kandydując z listy UD. W 1993 i w 1997 z powodzeniem ubiegała się o reelekcję. Do Sejmu IV i V kadencji (2001 i 2005) wybierana z ramienia Platformy Obywatelskiej z najwyższym poparciem w okręgu łódzkim. Do 2006 kierowała zarządem regionu łódzkiego Platformy Obywatelskiej.
1 grudnia 2006 została ukarana przez sąd rejonowy karą grzywny w wysokości 3000 zł i zakazem prowadzenia pojazdów mechanicznych przez 6 miesięcy za wykroczenie kierowania pojazdem mechanicznym po spożyciu alkoholu oraz niezachowanie należytej ostrożności podczas zmiany pasa ruchu. 2 kwietnia 2007 Sąd Okręgowy w Łodzi, działając jako sąd odwoławczy, uznał, że nie prowadziła samochodu w stanie po użyciu alkoholu i zmienił w tej części wyrok, wymierzając jej karę grzywny w wysokości 300 zł za spowodowanie kolizji drogowej (art. 86 § 1 kodeksu wykroczeń).
W wyborach parlamentarnych w 2007 po raz szósty z rzędu została posłanką, otrzymując w okręgu łódzkim 28 516 głosów. Również w 2007 została skarbnikiem Klubu Parlamentarnego PO. Była także członkinią rady krajowej partii oraz wiceprzewodniczącą KP PO. W wyborach w 2011 była kandydatką Platformy Obywatelskiej do Sejmu z drugiego miejsca listy w okręgu łódzkim. Uzyskała mandat poselski na siódmą z rzędu kadencję, zdobywając 16 279 głosów.
W latach 2005–2015 była przewodniczącą Komisji Kultury i Środków Przekazu w Sejmie V, VI i VII kadencji. W 2010 z rekomendacji klubu parlamentarnego PO została członkiem rady programowej TVP S.A., w 2014 wybrana przewodniczącą tego gremium.
W 2015 została ponownie wybrana do Sejmu, otrzymując 21 424 głosy, stając się tym samym jedynym parlamentarzystą wykonującym mandat nieprzerwanie od 1991. Również w wyborach w 2019 z powodzeniem ubiegała się o poselską reelekcję, poparły ją wówczas 17 254 osoby. W 2023 nie została wybrana do Sejmu kolejnej kadencji.
Zmarła 1 stycznia 2024. 8 stycznia 2024 po mszy pogrzebowej w kościele św. Teresy została pochowana w alei zasłużonych na cmentarzu Doły w Łodzi (kw. XXXIV/26/1). Pogrzeb miał charakter państwowy, w uroczystościach wzięli udział premier Donald Tusk i marszałek Senatu Małgorzata Kidawa-Błońska.

## Odznaczenia
- Złoty Medal „Zasłużony Kulturze Gloria Artis” (2023)[23]

## Życie prywatne
Córka Tadeusza i Zofii. Mieszkała w Łodzi. Jej mężem był dziennikarz Jerzy Katarasiński (1936–1989). Miała córkę Kamę, psycholożkę i lekarkę. W 1999 została fundatorką nagrody „Złote Pióro” im. Jerzego Katarasińskiego.

## Publikacje
- Iwona Śledzińska-Katarasińska, Maria Sondej (red.), Nasze 53 dni i dwa tygodnie: 4 czerwca ’89, Wist, Zgierz 2009, ISBN 978-83-929095-0-7.

## Wyniki w wyborach ogólnopolskich
| Wybory | Komitet wyborczy   | Komitet wyborczy      | Organ            | Okręg             | Wynik          |
| ------ | ------------------ | --------------------- | ---------------- | ----------------- | -------------- |
| 1991   |                    | Unia Demokratyczna    | Sejm I kadencji  | nr 4              | 8299 (2,18%)   |
| 1993   | Sejm II kadencji   | Unia Demokratyczna    | nr 27            | 14 898 (3,25%)    |                |
| 1997   |                    | Unia Wolności         | nr 27            | Sejm III kadencji | 34 888 (8,26%) |
| 2001   |                    | Platforma Obywatelska | Sejm IV kadencji | nr 9              | 12 161 (3,63%) |
| 2005   | Sejm V kadencji    | Platforma Obywatelska | 23 119 (7,86%)   | nr 9              |                |
| 2007   | Sejm VI kadencji   | Platforma Obywatelska | 28 516 (6,75%)   | nr 9              |                |
| 2011   | Sejm VII kadencji  | Platforma Obywatelska | 16 279 (4,49%)   | nr 9              |                |
| 2015   | Sejm VIII kadencji | Platforma Obywatelska | 21 424 (5,97%)   | nr 9              |                |
| 2019   |                    | Koalicja Obywatelska  | Sejm IX kadencji | nr 9              | 17 254 (4,15%) |
| 2023   | Sejm X kadencji    | Koalicja Obywatelska  | 6411 (1,40%)     | nr 9              |                |